# Fronsac (Gironda)
Fronsac è un comune francese di 1 078 abitanti situato nel dipartimento della Gironda nella regione della Nuova Aquitania.

## Società

### Evoluzione demografica
Abitanti censiti